# NGC 4523
NGC 4523 est une galaxie spirale barrée rapprochée de type magellanique et située dans la constellation de la Chevelure de Bérénice. NGC 4523 a été découverte par l'astronome prussien Heinrich Louis d'Arrest en 1865. Cette galaxie est située dans l'amas de la Vierge.

## Caractéristiques
La classe de luminosité de NGC 4523 est V et elle présente une large raie HI. Elle renferme également des régions d'hydrogène ionisé.

### Distance
Sa vitesse par rapport au fond diffus cosmologique est de 580 ± 23 km/s, ce qui correspond à une distance de Hubble de 8,56 ± 0,69 Mpc (∼27,9 millions d'al).
La vitesse radiale de 262 km/s de cette galaxie est faible et on ne peut employer la loi de Hubble-Lemaître pour calculer sa distance. Cependant, à ce jour, cinq mesures mesures non basées sur le décalage vers le rouge (redshift) ont été réalisées et elles donnent une distance moyenne de 16,700 ± 7,704 Mpc (∼54,5 millions d'al). Trois estimations de la distance de NGC 4523 sont basées sur la loi de Tully-Fisher et les valeurs obtenues vont de 16,8 à 27,1 Mpc. Les deux autres estimations sont basées sur l'observation des étoiles les plus brillantes de la galaxies. L'une de ces estimations donne une distance improbable de 6,4 Mpc (article non disponible !) et l'autre une valeur moyenne de 13,2. Cette étude est basée sur l'observation des étoiles supergéantes jaunes et bleues. Les valeurs obtenues pour leur distance vont de 11 à 15 Mpc.

### Brillance de surface
En raison d'une brillance de surface égale à 15,44 mag/am2, on peut qualifier NGC 4523 de galaxie à faible brillance de surface (LSB en anglais pour low surface brightness). Les galaxies LSB sont des galaxies diffuses (D) avec une brillance de surface inférieure de moins d'une magnitude à celle du ciel nocturne ambiant.

## Amas de la Vierge
Bien que NGC 4523 ne figure dans aucun groupe des sources consultées, sa désignation VCC 1524 (Virgo Cluster Catalog) indique qu'elle fait partie de l'amas de la Vierge.

## Supernova
La supernova SN 1999gq a été découverte le 23 décembre dans NGC 4523 par Papenkova et Li dans le cadre du programme LOSS (Lick Observatory Supernova Search) de l'observatoire Lick. Cette supernova était de type II.